# Diospyros exculpta
Diospyros exculpta är en tvåhjärtbladig växtart som beskrevs av Buch.-ham. Diospyros exculpta ingår i släktet Diospyros och familjen Ebenaceae. Inga underarter finns listade i Catalogue of Life.